# Cutremurul din Bam (2003)
Cutremurul din Bam a avut loc pe 26 decembrie 2003, în sud-estul provinciei iraniene Kerman. Observatorul seismologic de la Strasbourg a estimat magnitudinea cutremurului la 6,6 grade pe scara Richter, afirmând că este vorba despre cel mai puternic seism înregistrat în această zonă după 1998. Cutremurul a distrus 70% din orașul Bam, situat la doar 8 km de epicentru. În plus, Arg-e-Bam, o fortăreață din oraș înălțată cu 2.000 de ani în urmă, a fost transformată în moloz. Din cei aproximativ 97.000 de locuitori ai orașului, 26.271 au fost uciși. Pentru evitarea epidemiilor, autoritățile au înhumat în primele două zile peste 5.000 de cadavre.
Un an mai târziu, un cutremur cu magnitudinea de 4,2 grade pe scara Richter a lovit din nou orașul Bam.

## Legături externe
- en Iran lowers Bam earthquake toll – BBC News